# Blackstone épület
A Blackstone épület (angolul: Blackstone Hall) a Portlandi Állami Egyetem kollégiuma az Amerikai Egyesült Államok Oregon államának Portland városában. Az ötszintes létesítményben öt kettő- és 19 egyágyas lakóegység, 14 stúdióapartman és 13 közös fürdőszobás szoba található.

## Története
A létesítményt 1930-ban tervezte Elmer Feig Harry Mittleman ingatlanfejlesztő számára. 1930 márciusában Mittleman a várostól kérvényezte, hogy a 395 West Park Street (az átszámozás után 1831 SW Park Avenue) címen udvart alakíthasson ki. Áprilisban a költségeket 120 ezer dollárra becsülte, de az építkezés végül háromszázezer dollárba került. Az apartmanház „pompásan berendezett”, főleg ötszobás, valamint néhány kisebb lakásból állt.
Mittleman irodája a földszinten volt. 1931. március 1-jén ajtaja előtt bomba robbant, ami az ablakokat kitörte; a tettest soha nem kapták el.
Az épület 1969-ben a Portlandi Állami Egyetem tulajdonába került.

## Fordítás
- Ez a szócikk részben vagy egészben  a   Blackstone Hall (Portland State University) című angol Wikipédia-szócikk ezen változatának fordításán alapul.  Az eredeti cikk szerkesztőit annak laptörténete sorolja fel. Ez a jelzés csupán a megfogalmazás eredetét és a szerzői jogokat jelzi, nem szolgál a cikkben szereplő információk forrásmegjelöléseként.